# Stima Ilona
Stima Ilona, Tartally Józsefné (Oros, 1890. október 28. – Nyíregyháza, 1980. augusztus 12.) író, költő.

## Élete
1890. október 28-án született a Szabolcs vármegyei Oroson, Stima András görögkatolikus kántortanító, majd postamester és Szabó Mária gyermekeként.
Mivel kilenc testvére volt, iskoláztatása idejére egy rokoni családhoz került, Pest egyik külvárosába. Iskoláit ott kezdte el, majd Nyíregyházán fejezte be.
Tizenkilenc évesen, 1909-ben ment férjhez Tartally József (1886-1970) görögkatolikus paphoz, akit 1909 augusztusában helyeztek a Sáros vármegyei ruszin és tót lakosságú Geráltra, majd Décsőre.
Első novellája húszéves korában az Eperjes című lapban jelent meg, amely ettől kezdve rendszeresen közölte írásait. Később a Kassai Esti Újságnak is állandó munkatársa lett.
1921-ben, a trianoni békeszerződés után áttelepedtek Nagydobosra, ahol férje 1966-i nyugdíjazásáig parókus volt. 
Odaköltözésük után főként a Nyírvidéknek küldte el írásait, de hamarosan a fővárosi lapok egy részében is helyet kaptak novellái, versei; melyeket a Budapesti Hírlap, az Új Idők, Élet, Napkelet és a Magyar Múzsa közölt.
Férje nyugdíjazása után 1966-1970 között Abaújszolnokon éltek Ilona lányuknál, akinek férje, Kovaliczky József görögkatolikus lelkész volt.
1970-1980 között, a férje halála utáni években a nyíregyházi Szociális Otthonban élt. Nyíregyházán, 1980. augusztus 12-én érte a halál.
Művei közül a legnagyobb sikert az Ékes virágszál című regénye aratta, amelyben a máriapócsi kegykép könnyezésének történetét dolgozta fel, műve három kiadást ért meg, majd idős korában ennek folytatását is megírta Dicsőségbe öltözött... címmel. E két kötete együtt II. János Pál pápa máriapócsi látogatásának tiszteletére jelent meg Nyíregyházán, 1991-ben.

## Munkássága, művei
- Nyár (költemények, Nyíregyháza, 1925)
- A harminckettes ház (regény, Nyíregyháza, 1931 - megjelent a Nyírvidékben)
- A hegy csodája (regény, Nyíregyháza, 1938)
- Viharok sodrában (regény, Budapest, 1941)
- Emberek a végeken (Budapest, 1942)
- Ékes virágszál (Budapest, 1946, 2. kiadás 1980, folytatása: Dicsőségbe öltözött… Nyíregyháza, 1991)
- Erzsi című színdarabját 1931-ben mutatta be a Nyíregyházi Színház.